# Djibril Sidibé (malijski piłkarz)
Djibril Sidibé (ur. 23 marca 1982 w Bamako) – piłkarz malijski grający na pozycji defensywnego pomocnika.

## Kariera klubowa
Sidibé pochodzi z Bamako i tam też rozpoczął sportową karierę w klubie Centre Salif Keita, w którym w sezonie 1998/1999 zadebiutował w Première Division. W 1999 roku w wieku 17 lat wyjechał do Francji i został zawodnikiem AS Monaco. Przez pierwsze dwa lata występował w czwartoligowej drużynie rezerw, a do składu pierwszego zespołu został włączony w 2001 roku i wtedy też zadebiutował w Ligue 1, ale nie wywalczył sobie miejsca w podstawowym składzie.
W 2002 roku Sidibé został wypożyczony do LB Châteauroux, w którym występował przez dwa sezony w rozgrywkach Ligue 2. W 2004 roku trafił na wypożyczenie do SC Bastia. Wprawdzie grał tam w wyjściowej jedenastce, ale jego klub opuścił szeregi Ligue 1 i spadł do Ligue 2. W 2005 roku Châteauroux wykupił go z Monaco i od tego czasu Malijczyk do lata 2008 grał w tym klubie. Następnie odszedł do CS Sedan. W Sedanie grał przez 2 sezony.
W 2010 roku Sidibé przeszedł do izraelskiego Maccabi Tel Awiw. W Ligat ha’Al zadebiutował 22 sierpnia w przegranym 0:1 domowym meczu z Maccabi Hajfa. Następnie grał w takich klubach jak: Hapoel Ramat Gan, Hapoel Aszkelon, Red Star i Western United.
| Sezon   | Klub               | Kraj           | Rozgrywki            | Mecze | Bramki |
| ------- | ------------------ | -------------- | -------------------- | ----- | ------ |
| 1998/99 | Centre Salif Keita | Mali           | Première Division    | 20    | 5      |
| 1999/00 | AS Monaco B        | Francja        | CFA                  | 7     | 0      |
| 2000/01 | AS Monaco B        | Francja        | CFA                  | 26    | 0      |
| 2001/02 | AS Monaco          | Francja        | Ligue 1              | 11    | 0      |
| 2002/03 | LB Châteauroux     | Francja        | Ligue 2              | 30    | 1      |
| 2003/04 | LB Châteauroux     | Francja        | Ligue 2              | 30    | 2      |
| 2004/05 | SC Bastia          | Francja        | Ligue 1              | 32    | 2      |
| 2005/06 | LB Châteauroux     | Francja        | Ligue 2              | 31    | 4      |
| 2006/07 | LB Châteauroux     | Francja        | Ligue 2              | 16    | 1      |
| 2007/08 | LB Châteauroux     | Francja        | Ligue 2              | 30    | 1      |
| 2008/09 | CS Sedan           | Francja        | Ligue 2              | 34    | 1      |
| 2009/10 | CS Sedan           | Francja        | Ligue 2              | 22    | 0      |
| 2010/11 | Maccabi Tel Awiw   | Izrael         | Ligat ha’Al          | 21    | 2      |
| 2012/13 | Hapoel Ramat Gan   | Izrael         | Ligat ha’Al          | 22    | 0      |
| 2013/14 | Hapoel Aszkelon    | Izrael         | Liga Leumit          | 17    | 1      |
| 2013/14 | Red Star FC        | Francja        | Championnat National | 8     | 0      |
| 2014/15 | Western United FC  | Wyspy Salomona | Telekom S-League     | ?     | ?      |

## Kariera reprezentacyjna
W reprezentacji Mali Sidibé zadebiutował w 2001 roku. W 2004 roku wziął udział w Pucharze Narodów Afryki 2002, na którym zajął z rodakami 4. miejsce. Sukces ten powtórzył 2 lata później w Pucharze Narodów Afryki 2004. W 2008 roku został powołany na PNA 2008.